# Silbersee (Bitterfeld)

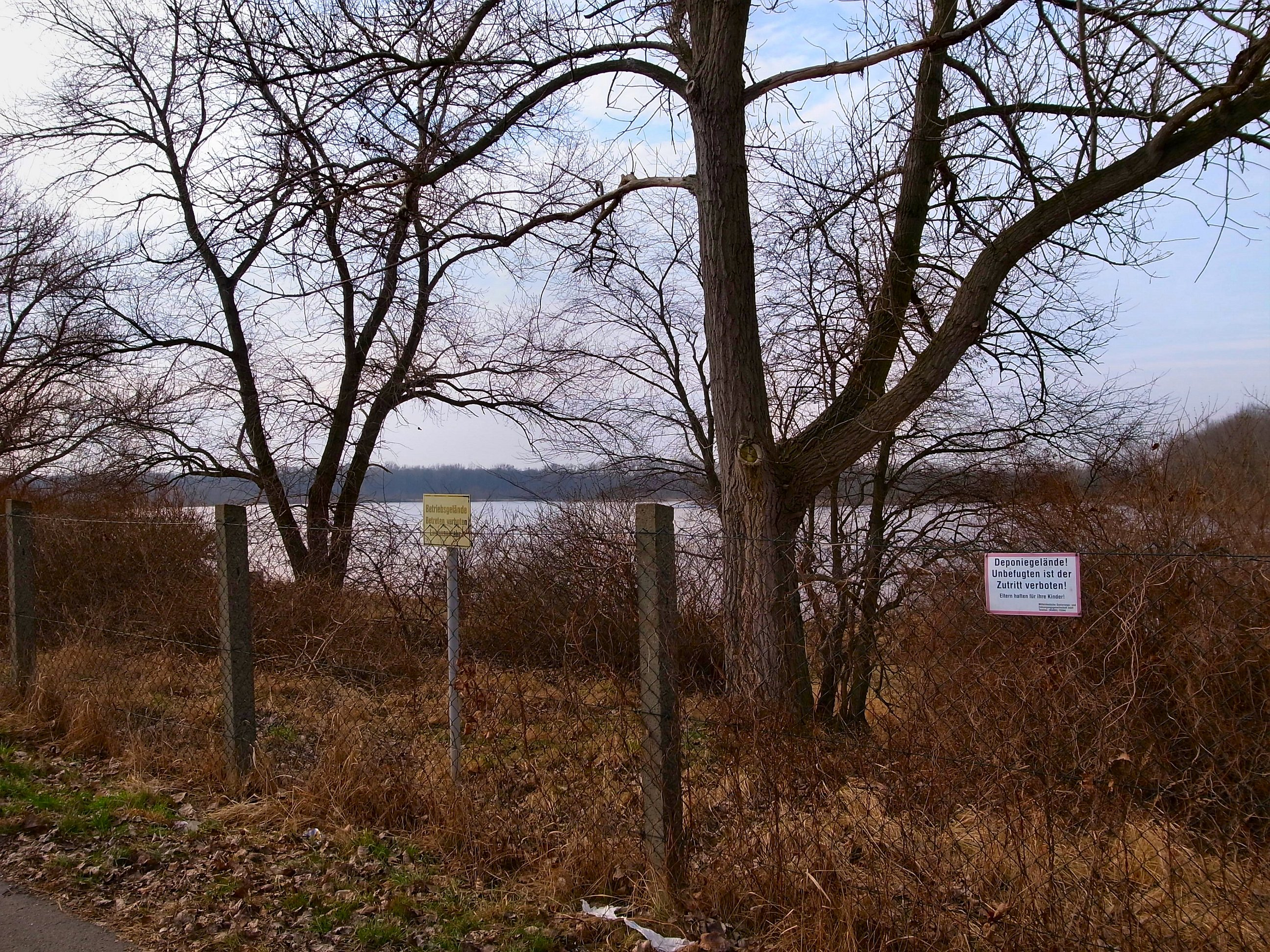
Der Silbersee

Silbersee ist die im Volksmund entstandene Bezeichnung für das Restloch des Tagebaues Grube Johannes südlich von Wolfen auf Greppiner Flur, in das später Abwässer, Schlämme und Abfälle aus der Filmfabrik Wolfen eingeleitet bzw. eingebracht wurden.

## Grube Johannes
1846 wurde bei Erkundungsarbeiten Braunkohle südlich von Wolfen entdeckt. Anschließend wurde umgehend mit dem Abbau begonnen. Die oberhalb der Kohle anstehenden Tonlager wurden als Ziegeleiton verwendet (siehe Greppiner Klinker).
Zunächst war die Förderung noch gering, konnte aber ab Mitte der 1850er Jahre nach dem Einbau leistungsfähiger Pumpen zur Wasserhaltung ausgeweitet werden, zumal ab 1857 mit dem Bahnanschluss der Berlin-Anhaltischen Eisenbahn auf der Strecke Dessau - Bitterfeld günstige Transportmöglichkeiten den Absatz förderten.
Die Braunkohle wurde entweder roh oder brikettiert zum Hausbrand hauptsächlich nach Dessau verkauft und ab 1893 auch vor Ort im neu entstandenen Elektrochemischen Werk der AEG bzw. in neu entstandenen Kraftwerken verstromt.
1931 wurde die Förderung nach Erschöpfen der Lagerstätte eingestellt.

## Greppiner Klinker
Der aus der Grube Johannes gewonnene Deckton konnte zu einem hochwertigen, charakteristisch lederfarbenen Ziegel gebrannt werden, der bald unter dem Namen Greppiner Klinker deutschlandweit und teilweise auch darüber hinaus Verbreitung fand. Die Klinker erwiesen sich als überaus widerstandsfähig gegen Luftverschmutzungen und wurden daher gerne als Verblendziegel eingesetzt. Viele repräsentative Gebäude wurden mit diesen Klinkern verkleidet. Noch heute ist Greppiner Klinker z. B. an den Fassaden der Universitätsbibliothek Halle, des Anhalter Bahnhofs (Ruinenfragment) in Berlin oder am Hauptbahnhof Hannover zu sehen.
Auch Schmucksteine und Terrakotten wurden aus diesem Material gebrannt. Die zur Grube Johannes gehörenden Ziegeleien beschäftigten bis zu 400 Mitarbeiter.

## Silbersee
Schon bald nach Einstellen der Förderung wurde das Restloch ab Mitte der 1930er Jahre zur Entsorgung der Abwässer aus der Agfa-Filmfabrik Wolfen genutzt. Bereits aus dieser Zeit stammt auch der Name, der sich aus der Tatsache herleitet, dass in der Fotochemie Silberverbindungen zum Einsatz kamen. Diese landeten allerdings nicht im Abwasser, da Silber dazu immer zu wertvoll war. Die Abwässer stammten vielmehr aus der ebenfalls Mitte der 1930er Jahre errichteten Kunstfaserproduktion, bei der zunehmend Schlämme anfielen, die in die Grube verspült wurden. Die stark schwefelhaltigen Schlämme setzten nach anaeroben Gärungsprozessen große Mengen an Schwefelwasserstoff frei, die zu massiven Geruchsbelästigungen und auch Gesundheitsschäden, wie Reizungen der Atemwege, vor allem bei den Bewohnern der an die Grube angrenzenden Siedlungen Wolfen-Süd und Wachtendorf (zu Greppin) führten.
Die Geruchsbelästigungen nahmen mit der Zeit zu, vor allem als die Schlämme nach fortschreitender Verfüllung der Grube ab den 1960er Jahren nicht mehr wasserüberdeckt waren.
Ein heimlich gedrehter Dokumentarfilm über den Silbersee („Bitteres aus Bitterfeld“), der im September 1988 im Politmagazin Kontraste (ARD) ausgestrahlt wurde, machte ihn überregional bekannt, und in der Zeit der Wende zu einem Synonym für Umweltverschmutzungen in der DDR.
Nach 1990 eingeleitete Untersuchungen ergaben, dass die bis zu 12 Meter mächtigen Schlammschichten stark schwermetallhaltig waren, sowie große Mengen an Schwefelkohlenstoff- und Schwefelwasserstoffverbindungen, Toluol und anderen Schadstoffen enthielten, die jedoch im Schlamm relativ fest gebunden waren und damit nicht in nennenswertem Umfang zu Grundwasserverunreinigungen beitragen.
Nachdem 1992 die Einleitungen in den Silbersee eingestellt worden waren, konzentrierten sich die Sanierungsmaßnahmen daher vor allem auf die Unterbindung der Ausgasungen von Schwefelwasserstoff, der man durch lokale Entnahme von Schlämmen, Abdecken mit Biokontaktfiltern und Belüftung des Wasserkörpers begegnete.  Auch wenn es bis Mitte der 1990er Jahre, vor allem in den Tauperioden nach längeren Frostphasen, fortgesetzt zu enormen Geruchsbelästigungen kam, sind insgesamt die Schadstoffemissionen in die Luft deutlich reduziert worden. Der frühere charakteristische „Duft“ der Grube ist nicht mehr wahrnehmbar.
Anfang 2018 wurde bekanntgegeben, dass ein Versuch zur Verfüllung der Grube mit speziell aufbereiteter Schlacke positiv verlaufen sei. Sobald die entsprechenden Genehmigungen erteilt wurden, könne mit den Arbeiten begonnen werden, innerhalb der nächsten 20 Jahre könnte der Silbersee komplett verschwunden sein.
Seit dem Sommer 2022 kommt es wieder verstärkt zu Geruchsentwicklung durch Schwefelwasserstoffe. Eine Wasserlamelle, die den See eigentlich belüften sollte, versagte durch dauerhaft hohe Temperaturen. Die Landesanstalt für Altlastenfreistellung erklärte, dass die Ausgasungen nicht mehr zuverlässig vollständig oxidieren. Die weitere Verfüllung des Silbersees wurde einstweilen gestoppt. Seit dem Frühjahr 2023 wird die Verfüllung fortgesetzt. Im Jahr 2030 soll die Verfüllung und Renaturierung abgeschlossen sein.